# Macaria granitata
Macaria granitata là một loài bướm đêm trong họ Geometridae.